# Тетраплатинапентаиттрий
Тетраплатинапентаиттрий — бинарное неорганическое соединение платины и иттрия с формулой Pt4Y5, кристаллы.

## Получение
- Сплавление стехиометрических количеств чистых веществ:

{\displaystyle {\mathsf {4Pt+5Y\ {\xrightarrow {1700^{o}C}}\ Pt_{4}Y_{5}}}}

## Физические свойства
Тетраплатинапентаиттрий образует кристаллы ромбической сингонии, пространственная группа P nma, параметры ячейки a = 0,7458 нм, b = 1,4546 нм, c = 0,7519 нм, Z = 4, структура типа пентасамарийтетрагермания Ge4Sm5.
Соединение образуется по перитектической реакции при температуре ≈1700 °C.